# Oenanthe dubia
Oenanthe dubia é uma espécie de ave da família Muscicapidae.
Pode ser encontrada nos seguintes países: Etiópia e Somália.
Os seus habitats naturais são: matagal árido tropical ou subtropical.